# Қазақ университеті (издательство)
Издательский дом «Қазақ университеті» или издательский дом КазНУ (рус. издательство «Казахский университет») — издательство, входящее в состав Казахского национального университета имени аль-Фараби в Алматы в Казахстане.

## История
Свою историю издательство «Қазақ университеті» ведёт с 30-х годов XX столетия как издательство Казахского государственного университета. Издательство специализируется на учебной и научной литературе по всем отраслям знания. Оно является одним из самых крупных университетских издательств в Казахстане.
25 октября 1993 года по постановлению кабинета министров Республики Казахстан издательство было переименовано в государственное издательство «Санат». До 1996 года редакционный отдел и типография являлись отдельными подразделениями. 2 августа 1996 года издательство получило своё современное название — «Қазақ университеті».
25 июля 2014 года Издательство «Қазақ университеті» было переименовано в Издательский дом «Қазақ университеті»
Издательством было выпущено большое количество книг, журналов и брошюр — ежегодно около 1000 наименований — учебники, учебные пособия, монографий и методические разработки, различные журналы для университета. С 1993 года отпечатано 17 серий «Вестника КазНУ» с публикациями научных работ ведущих казахстанских и зарубежных ученых. Кроме этого, издательством выпускаются рекламные буклеты, информационные бюллетени на казахском, русском, английском, немецком, французском и китайском языках. С 2009 года директором издательства является Асан Алмаз Талгатбекулы.

## Структура издательства
- Отдел серийных изданий
- Отдел учебных изданий
- Отдел научных изданий
- Отдел имиджевой продукции и электронных изданий
- Отдел маркетинга и продаж
- Типография

## Дипломы и награды
- 2002 г. — победитель конкурса среди высших учебных заведений «Лучшее издательство», проводившегося Ассоциацией вузов Казахстана[2].
- 2009 г. — работы издательства «Қазақ университеті» были отмечены наградами «За лучшее издание учебной и научно-методической литературы» на 10-й Казахстанской международной выставке «Образование и карьера», организованной Министерством образования и науки РК[2] и «За лучшее вузовское издание».
- 2011 г. — издательство награждено дипломом за лучшую издательскую презентационную продукцию на VIII Казахстанской международной выставке «Образование и Наука XXI века».
- 2012 г. — издательство «Қазақ университеті» было выбрано лучшим вузовским издательством на XІІІ Казахстанской международной выставке «Образование и Карьера».
- 2013 г. — издательство «Қазақ университеті» было признано лучшим вузовским издательством на VII Международной книжной и полиграфической выставке «По великому шёлковому пути»[3][4].
- 2013 г. — издательство награждено дипломом Академии журналистики Казахстана «Алтын Жұлдыз» в номинации «Лучшее вузовское издательство».
- 2014 г. — издательство «Қазақ университеті» было признано лучшей издающей организацией на международной книжной выставке-ярмарке «AlmatyBookExpo» — «От интеллектуального чтения к интеллектуальной нации»[5].
- 2014 г. — издательство «Қазақ университеті» награждено дипломом за I место по числу выпущенных названий в рейтинге «Лучшие издательства-2013»[6].
- 2015 г. — издательство «Қазақ университеті» награждено дипломом за книгу «Аль-Фараби и современность» в номинации «Лучшее научное издание» на VIІI международной книжной и полиграфической выставке «По великому шелковому пути».
- 2015 г. — издательство «Қазақ университеті» награждено дипломом за книги «Омыртқасыздар зоологиясы. 1-бөлім», «Омыртқалылар зоологиясы. 2-бөлім» в номинации «Лучшее вузовское издание» на VIІI международной книжной и полиграфической выставке «По великому шелковому пути».
- 2016 г. — по итогам рейтинга 2015 г. по числу выпущенных наименований Издательский дом «Қазақ университеті» награждён Почётной грамотой «Лучшее издательство Республики Казахстан» Национальной книжной палаты РК.

## Проекты издательства

### Научные книги и учебная литература
Издательство выпускает практически полный спектр научной и учебной литературы для студентов, аспирантов, преподавателей и специалистов. Кроме этого в печать подписывается и научно-популярная и справочная литература для читателей без специальной подготовки.
Большой популярностью пользуются изданные в «Қазақ университеті» работы С. Төлеуханова «Адам физиологиясы» (оқу құралы, 2010), С. Ердавлетова «География туризма» (учебник, 2010), Н. Ақанбай «Математикалық статистика» (оқу құралы, 2011), Н. Коробовой, Ш.Сарсембинова «Introduction to the material science» (textbook, 2011), С. Айсагалиева «Mathematical programming» (textbook, 2011), А. Сарбасовой «Экономика и организация производства» (учебное пособие, 2011), А. Алипбаева «Халықаралық келіссөздер» (оқу құралы, 2012), К. Камзина «Талдамалы журналистика» (оқу құралы, 2012), Ж. Таймагамбетова «Палеолит Арало-Каспийского региона» (монография, 2012).

### Проект «Өнегелі өмір»
По инициативе ректора КазНУ, профессора Г. Мутанова был разработан и запущен проект «Өнегелі өмір» — серия книг о выдающихся казахстанских учёных. Среди них: Зиманов Салык, Бекхожин Хаиржан, Джолдасбеков Умирбек, Сулейменов Олжас, Бектуров Абикен, Султангазин Умирзак, Беремжанов Батырбек, Исмаилов Есмагамбет, Смаилов Камал, Мамытов Асабай, Амандосов Тауман, Сагадиев Кенжегали, Аженов Матипулла, Какишев Турсынбек, Сартаев Султан, Барманкулов Марат, Кабдолов Зейнолла, Рустемов Лениншил, Нуршаихов Азильхан, Бейсембаев Серикбай, Сонгина Ольга, Абдильдин Мейрхан, Нарибаев Копжасар, Сатыбалдин Сагындык, Кенжебайулы Бейсембай, Есеналиев Михаил, Жуматов Габбас, Ахметова Бэла, Абдильдин Жабайхан, Козловский Михаил, Жаныбеков Шангерей, Касымжанов Агын, Шалекенов Уахит, Сарсембинов Шамши, Темирбеков Садуахас, Аманжолов Алтай, Ксандопуло Георгий, Козыбаев Сагымбай, Баимбетов Фазылхан, Аухадиев Кенес, Бекмаханов Ермухан, Аргынбаев Халел, Султанов Куаныш, Сулейменова Элеонора, Жубанов Булат, Идрисов Абильфаиз, Ашимбаев Сагат, Балмуханов Саим, Усанович Михаил, Аубакиров Яхия, Жандаев Мукатай, Назарбаев Нурсултан, Рымгали Нургали, Нарикбаев Максут, Казыбаев Какимжан, Байжанов Сапар, Касымов Кулжабай, Дарканбаев Темирбай, Айтхожин Мурат, Тажибаев Тулеген, Момышұлы Бауыржан, Кекильбаев Абиш, Ахматуллина Назира, Дулатова Дина, Жубанова Ажар и др.

### Избранные сочинения
- Көптомдық таңдамалы шығармалар жинағы (в трёх томах, 2010) — избранные сочинения основоположника психолого-педагогического направления в отечественной науке, учёного-педагога и психолога, академика Т. Т. Тажибаева.
- Дарканбаев Т. Б. Избранные сочинения (в двух томах, 2010) — избранных сочинений выдающегося учёного, академика АН КазССР Т. Б. Дарканбаева.
- Аманат: әл-Фараби атындағы Қазақ ұлттық университеті Ақсақалдар кеңесі мүшелерінің мақалалар жинағы (жауапты редакторы З. Мансұров, 2013).

### Юбилейные проекты
- Люди и судьбы: Биографические материалы и воспоминания сотрудников КазНУ им. аль-Фараби — выпускников вузов России (под. ред. Т. А. Кожамкулова. 2004). В сборнике представлены информационные материалы о сотрудниках КазНУ — выпускниках некоторых крупнейших вузов России.
- Учёные. Педагоги. Наставники: Очерки и воспоминания (под. ред. Т. А. Кожамкулова. 2004). Публикация данной книги приурочена к 70-летию образования КазНУ им.аль-Фараби. В сборнике представлены очерки и воспоминания о ветеранах университета.
- Летопись Казахского национального университета им. аль-Фараби. 1934—1960. Т. 1. (2004). Книга, включающая в себя краткий очерк истории университета и персоналии ректоров, заведующих кафедрами, профессоров, работавших в КазНУ в период с 1934 по 1960 гг., посвящена 70-летней истории становления и развития крупнейшего вуза Казахстана — Казахского национального университета им. аль-Фараби.
- Летопись Казахского национального университета им. аль-Фараби. 1961—1990. Т. 2. (2004). Второй том летописи Казахского национального университета им. аль-Фараби, включает в себя очерк истории университета с 1961 по 1990 гг. и персоналии ректоров, деканов, заведующих кафедрами и профессоров, работавших в то время в крупнейшем вузе Казахстана.
- Летопись Казахского национального университета им. аль-Фараби. 1991—2004. Т. 3. (2005). Третий том летописи Казахского национального университета им. аль-Фараби включает очерк истории университета за период с 1991—2004 гг., краткие персоналии почетных профессоров университета и персоналии ректоров, деканов, заведующих кафедрами и профессоров, работавших в это время и ныне работающих в КазНУ.
- Жүзден — жүйрік, мыңнан — тұлпар. Лауреаты государственных премий, 1934—2009. (жалпы ред. басқ. Б. Т. Жұмағұлов, 2009). Книга содержит сведения о лауреатах Ленинской, Сталинской, Государственной премии СССР, Государственной премии Казахской ССР, Государственной премии Республики Казахстан в области науки, техники и образования, государственной премии Республики Казахстан в области науки и техники, литературы и искусства.
- Алтын ұя. — Алматы: Қазақ университеті, 2010. — 374 б. Бұл кітапта әл-Фараби атындағы Қазақ ұлттық университетінің 75 жылдық мерейтойына байланысты 2009 жылдың, яғни бір жыл көлеміндегі жарық көрген басылымдардағы негізгі мақалалар, сұхбаттар, хабарлар екшеліп, сұрыпталып алынды.
- Әл-Фараби атындағы ҚазҰУ — болашақтың университеті. 1934—2014: фотоальбом / Жауапты ред. Ғ.М. Мұтанов. — Алматы: Қазақ университеті, 2014.—276 б. Книга в фотографиях и очерках, посвященная 80-летию КазНУ им. аль-Фараби, рассказывает о прошлом, настоящем и будущем университета, его учёных и руководителях, преподавателях и студентах, которые создавали и создают историю крупнейшего вуза нашей страны.
- Летопись Казахского национального университета имени аль-Фараби. 2004—2014. — Ч. 4. — Алматы: Қазақ университеті, 2015. — 414 с. Четвёртый том Летописи Казахского национального университета имени аль-Фараби включает очерк истории университета за период с 2004 по 2014 гг., краткие персоналии почётных профессоров и докторов университета и персоналии деканов, заведующих кафедрами и профессоров, работавших в это время и ныне работающих в КазНУ.
- Алтын ұя / жалпы ред. басқ. Ғ.М. Мұтанов. — Алматы: Қазақ уни верситеті, 2015. — 244 б., сур. Бұл кітапты әл-Фараби атындағы Қазақ ұлттық университетінің мерейтойына орайластырып шығару дәстүрге айналған. Онда оқу ордамыздың 80 жылдық айтулы мерейтойына байланысты 2014 жылдың, яғни бір жыл көлеміндегі жарық көрген басылымдардағы негізгі мақалалар, сұхбаттар, хабарлар екшеліп, сұрыпталып алынды. Бір жыл ішінде жарияланған немесе теледидар мен ақпарат құралдарында бейнетаспаларға түсірілген басқа да мерейтойға қатысты ұлттық университет профессорлары мен түлектерінің материалдарын бір кітапқа топтастыру мүмкін болмағандықтан, кейбір өткен оқиғалардың тарихы хабарламада көрініс тапты.

### Научно-популярные сборники
- Ғылым көкжиегінде: ғылыми-көпшілік жинақ. Наука: день сегодняшний, завтрашний: научно-популярный сборник (ред. кол.: З. А. Мансуров, Е. Б. Жатканбаев, М. К. Койгелдиев и др. 1998). Сборник, составленный из научно-популярных статей, подготовленных учёными КазГУ им. аль-Фараби, знакомит читателей с современным состоянием и перспективами развития науки и научных исследований в Казахстане.
- Ғылым көкжиегінде: ғылыми-көпшілік жинақ (2006). Сборник, составленный из научно-популярных статей, подготовленных учёными КазГУ им. аль-Фараби, знакомит читателей с современным состоянием и перспективами развития науки и научных исследований в Казахстане.

### Научные журналы
Издательство выпускает не только книжную продукцию, но и научные журналы. Журналы входят в перечень ведущих рецензируемых научных журналов и изданий, рекомендованных ВАК. Это, в первую очередь, 16 серий «Вестника КазНУ» с разной периодичностью.
При содействии международного фонда Хильсфонд в Брюсселе с 2009 года выходят в свет 2 научных журнала на английском языке «International Journal of Mathematics and Physics» и «International Journal of Biology and Chemistry».
Кроме этого, в издательстве печатаются два научных журнала Института проблем горения: «Горение и плазмохимия» и «Eurasian Chemico-Technological».